# Ribeira do Pombal (tiểu vùng)
Ribeira do Pombal là một tiểu vùng thuộc bang Bahia, Brasil. Tiều vùng này có diện tích 7983 km², dân số năm 2007 là 292122 người.